# Liepe
Liepe är en ort och kommun i Landkreis Barnim i delstaten Brandenburg, Tyskland. Kommunen administreras som en del av kommunalförbundet Amt Britz-Chorin-Oderberg, vars säte ligger i Britz.